# ترومس
ترومس (بالنرويجية: Troms، بلغة سامي الشمالية: Romsa، باللغة الفنلندية: Tromssa) وهي مقاطعة في شمال النرويج. تحدّها من الشمال الشرقي مقاطعة فينمارك ومن الجنوب الغربي تحدها مقاطعة نورلان ومن الجنوب تحدها مقاطعة نوربوتن السويدية، ولها حدود صغيرة في الشرق مع إقليم لابي شمال فنلندا، وتطل من الشمال الغربي ومن الغرب على بحر النرويج (المحيط المتجمد الشمالي) .
أصبحت هذه المنطقة مقاطعة في سنة 1866. يبلغ عدد سكانها 158,025 حسب إحصاء 2011، وهي من المناطق المحافِظة في النرويج. مركز المقاطعة هي مدينة ترومسو .

## المناخ
يظهر الجدول التالي التغييرات المناخية على مدار السنة لترومس:
| البيانات المناخية لـترومس                  | البيانات المناخية لـترومس | البيانات المناخية لـترومس | البيانات المناخية لـترومس | البيانات المناخية لـترومس | البيانات المناخية لـترومس | البيانات المناخية لـترومس | البيانات المناخية لـترومس | البيانات المناخية لـترومس | البيانات المناخية لـترومس | البيانات المناخية لـترومس | البيانات المناخية لـترومس | البيانات المناخية لـترومس | البيانات المناخية لـترومس |
| الشهر                                      | يناير                     | فبراير                    | مارس                      | أبريل                     | مايو                      | يونيو                     | يوليو                     | أغسطس                     | سبتمبر                    | أكتوبر                    | نوفمبر                    | ديسمبر                    | المعدل السنوي             |
| ------------------------------------------ | ------------------------- | ------------------------- | ------------------------- | ------------------------- | ------------------------- | ------------------------- | ------------------------- | ------------------------- | ------------------------- | ------------------------- | ------------------------- | ------------------------- | ------------------------- |
| متوسط درجة الحرارة الكبرى °م (°ف)          | −2.2 (28.0)               | −2.1 (28.2)               | −0.4 (31.3)               | 2.7 (36.9)                | 7.5 (45.5)                | 12.5 (54.5)               | 15.3 (59.5)               | 13.9 (57.0)               | 9.3 (48.7)                | 4.7 (40.5)                | 0.7 (33.3)                | −1.3 (29.7)               | 5.1 (41.2)                |
| المتوسط اليومي °م (°ف)                     | −4.4 (24.1)               | −4.2 (24.4)               | −2.7 (27.1)               | 0.3 (32.5)                | 4.8 (40.6)                | 9.1 (48.4)                | 11.8 (53.2)               | 10.8 (51.4)               | 6.7 (44.1)                | 2.7 (36.9)                | −1.1 (30.0)               | −3.3 (26.1)               | 2.5 (36.5)                |
| متوسط درجة الحرارة الصغرى °م (°ف)          | −6.5 (20.3)               | −6.5 (20.3)               | −5.1 (22.8)               | −2.3 (27.9)               | 2.0 (35.6)                | 6.1 (43.0)                | 8.7 (47.7)                | 7.8 (46.0)                | 4.5 (40.1)                | 0.7 (33.3)                | −3.0 (26.6)               | −5.4 (22.3)               | 0.1 (32.2)                |
| الهطول مم (إنش)                            | 95 (3.7)                  | 87 (3.4)                  | 72 (2.8)                  | 64 (2.5)                  | 48 (1.9)                  | 59 (2.3)                  | 77 (3.0)                  | 82 (3.2)                  | 102 (4.0)                 | 131 (5.2)                 | 108 (4.3)                 | 106 (4.2)                 | 1٬031 (40.6)              |
| متوسط أيام هطول الأمطار (≥ 1 mm)           | 13.7                      | 12.8                      | 11.9                      | 11.2                      | 9.9                       | 11.4                      | 13.4                      | 13.1                      | 15.5                      | 17.1                      | 14.8                      | 15.1                      | 159.9                     |
| ساعات سطوع الشمس الشهرية                   | 3                         | 32                        | 112                       | 160                       | 218                       | 221                       | 205                       | 167                       | 92                        | 49                        | 6                         | 0                         | 1٬265                     |
| المصدر: Norwegian Meteorological Institute |                           |                           |                           |                           |                           |                           |                           |                           |                           |                           |                           |                           |                           |

## معرض صور

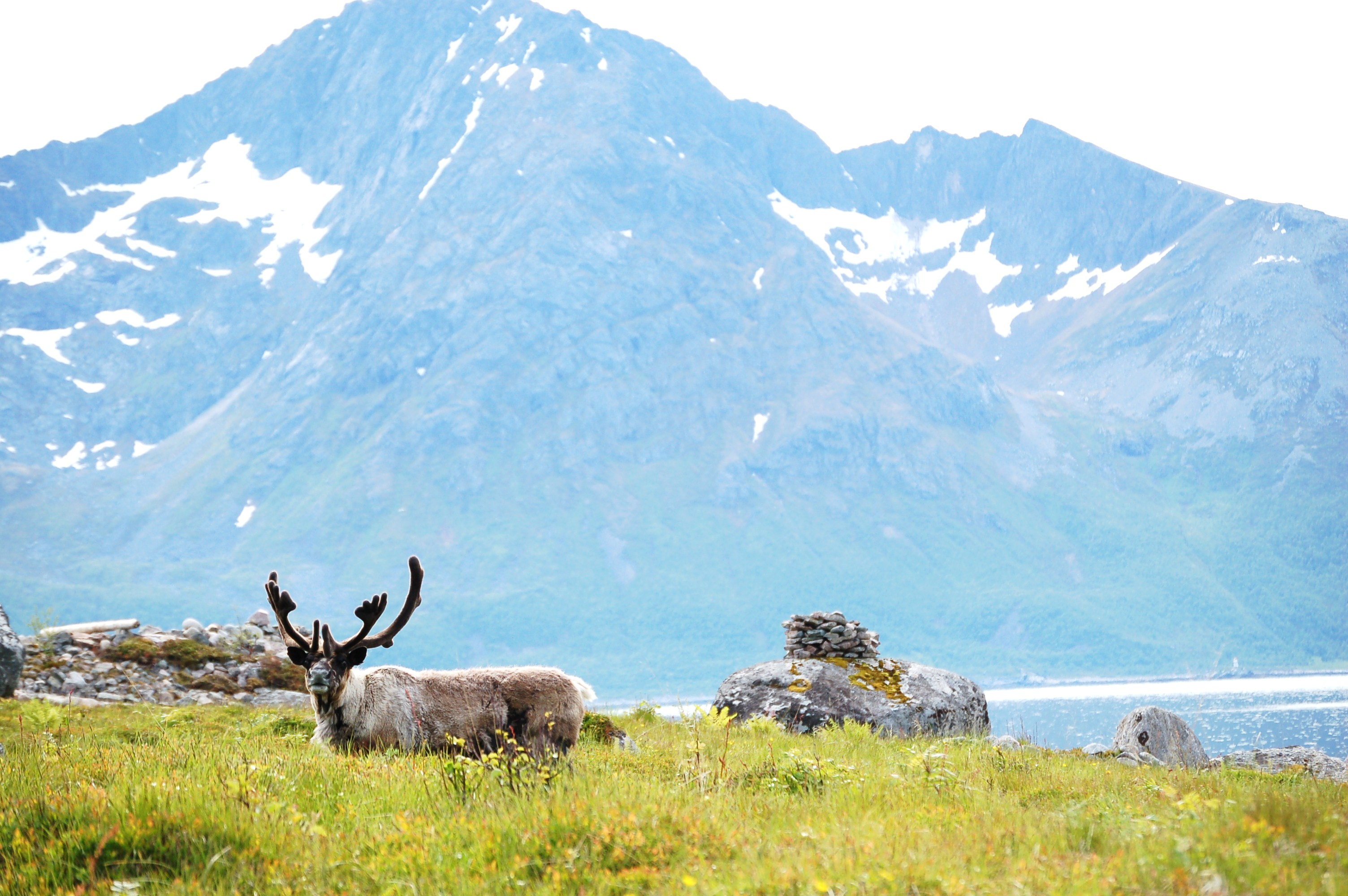
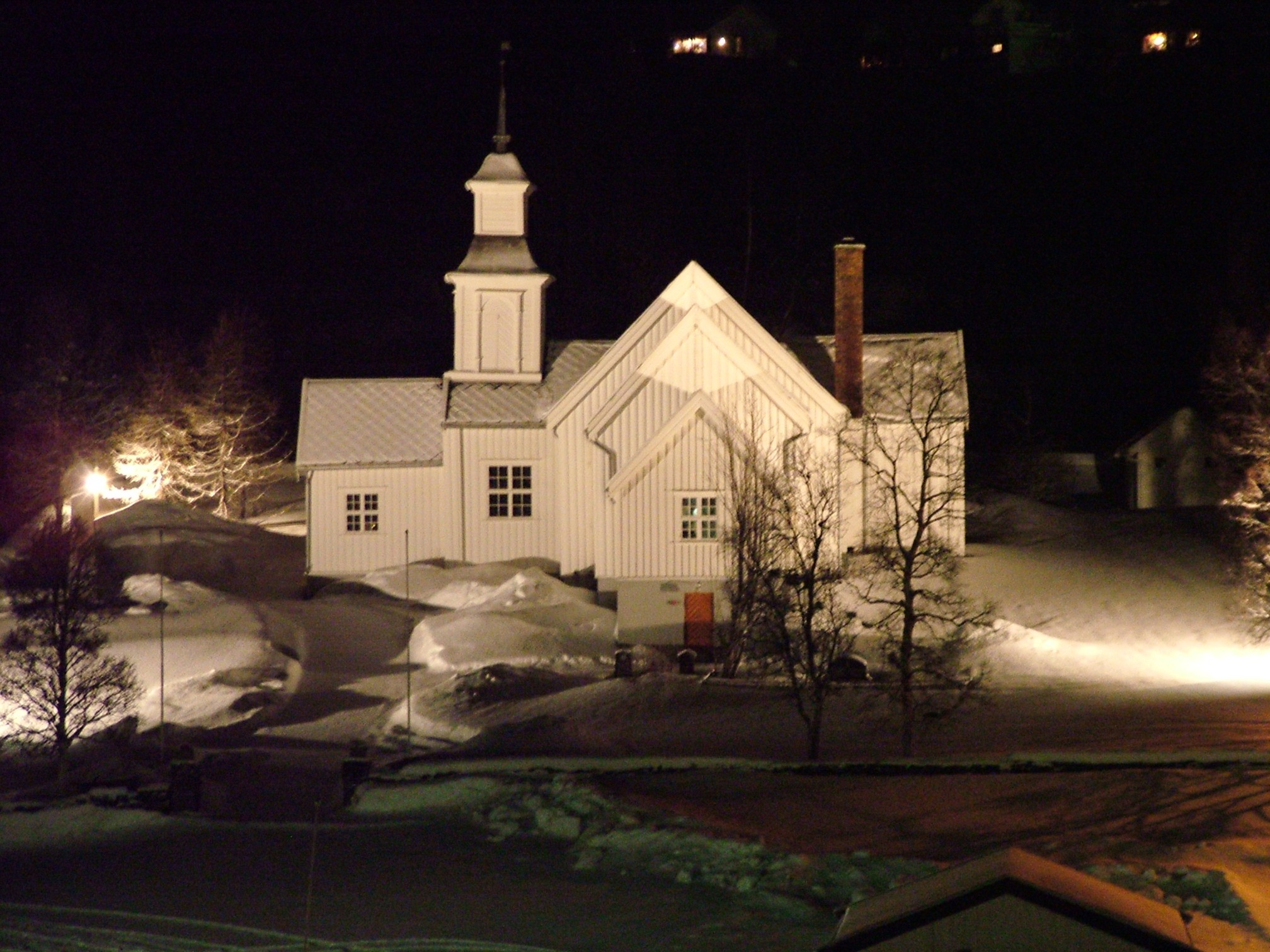
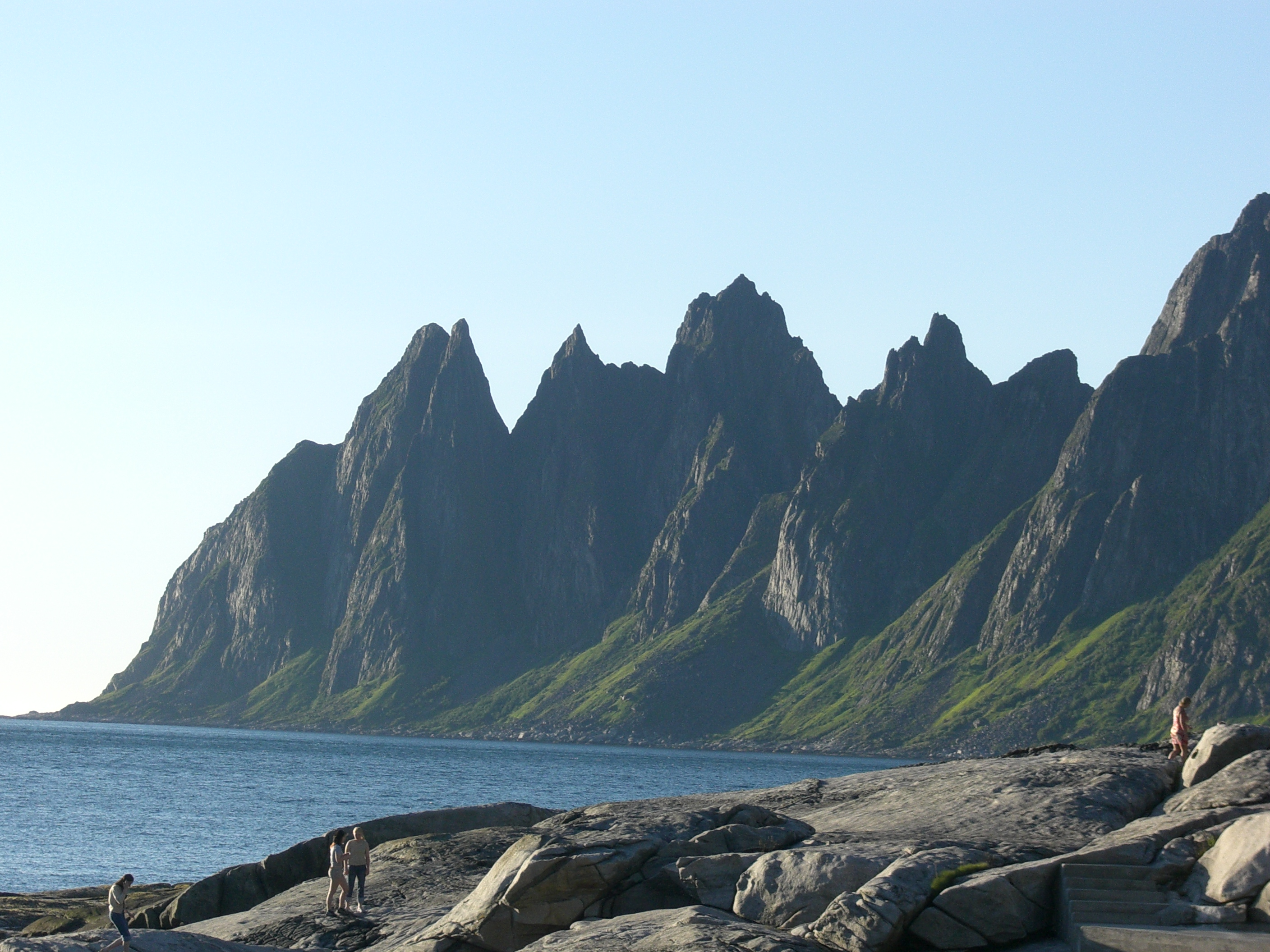
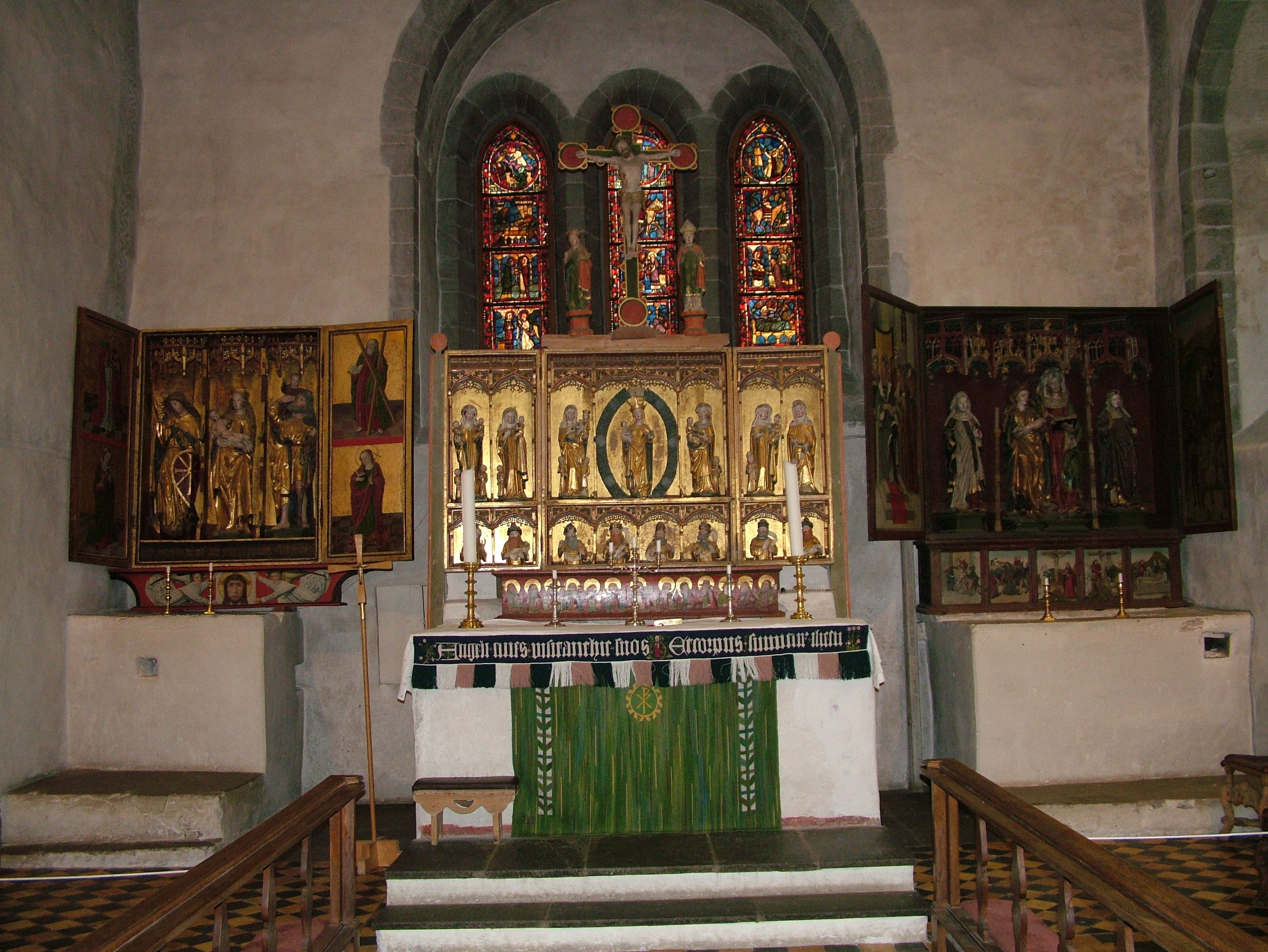